# 卢卡斯·梅尔滕斯
卢卡斯·梅尔滕斯（德語：Lukas Märtens，2001年12月27日—）生于萨克森-安哈尔特州马格德堡，是一名德国男子游泳运动员，主攻中长距离自由泳。他早年时代一直在家乡马格德堡练习游泳，2018年，他出战欧洲青年锦标赛，首次参加国际主要比赛，最初几年他的成绩平平，在国际大赛上没有亮眼表现，但到了2022年，他的成绩有了明显进步，在200公尺、400公尺、800公尺和1500公尺自由泳上均有突破个人最好成绩，在该年6月进行的世界锦标赛上，他获得男子400公尺自由泳银牌，成为11年来首位在世界长池锦标赛该小项上获得奖牌的德国选手。他的妹妹Leonie同样也是游泳选手。